# Hervé Guégan
Pour les articles homonymes, voir Guégan.
Hervé Guégan, né le 26 juin 1963, était un footballeur professionnel français. Il évoluait au milieu de terrain. Actuellement, il est l'entraineur des U19 du Paris Saint-Germain, après avoir été directeur du centre de formation de l'En Avant Guingamp.

## Biographie
En tant qu'entraîneur de l'équipe réserve du FC Lorient, il monte de CFA2 en CFA lors de la saison 2009-2010. Après une saison en CFA, il quitte son poste pour se consacrer au centre de formation, qu'il dirige déjà. Juin 2012, il fait son retour au Stade brestois 29 pour y être l'entraîneur-adjoint de Landry Chauvin. En juin 2013 il signe un contrat avec le club saoudien d'Al-Hilal.

## Carrière
- 1980-1981 : Stade quimpérois ( France)
- 1981-1984 : SCO Angers ( France)
- 1984-1986 : EA Guingamp ( France)
- 1986-1989 : Brest Armorique FC ( France)
- 1989-1991 : Chamois niortais FC ( France)
- 1991-1997 : FC Lorient ( France)[1]